# Valerio Desirò
Valerio Desirò (Roma, 24 maggio 1989) è un attore e sceneggiatore italiano.

## Biografia
Dopo gli studi superiori, ha conseguito una laurea inTeorie e Tecniche dello Spettacolo Digitale all'Università di Roma "La Sapienza". Nello stesso periodo ha collaborato alla fotografia di varie serie TV, tra cui R.I.S. Roma - Delitti imperfetti (seconda stagione, 2011) e Le mani dentro la città (2014).
Nel 2015 debutta come attore con un ruolo secondario nel film Pecore in Erba, mentre l'anno successivo approda in televisione con alcuni sketch dei The Pills nella trasmissione Non ce la faremo mai (2016).
Dal 2017 collabora attivamente con Maccio Capatonda, prendendo parte ai suoi progetti sia come autore che attore. È infatti presente nei suoi sketch per Mai Dire talk, GialappaShow,  Maccioverse, The Generi, Il migliore dei mondi. Nel 2024 figura tra gli autori della serie di Capatonda Sconfort Zone, dove è anche tra i protagonisti.
Parallelamente entra nel cast di alcuni film e serie, ed è regista di videoclip musicali per artisti italiani (fra cui Mezzosangue, Leo Pari ed altri) e nel 2022 partecipa al programma Paese reale di Edoardo Ferrario.

## Filmografia

### Attore

#### Cinema
- Lovely Boy, regia di Francesco Lettieri (2021)
- Grosso guaio all'Esquilino - La leggenda del kung fu, regia di YouNuts! (2023)
- Il migliore dei mondi, regia di Danilo Carlani, Alessio Dogana, Marcello Macchia (2023)
- Il complottista, regia di Valerio Ferrara (2025)[6]

#### Televisione
- Hooked - miniserie (2017)
- The Generi, serie TV, Sky Atlantic (2017)
- Mai dire Talk, talk show, Italia 1 - sketch di Maccio Capatonda (2017)
- Skam Italia, serie TV, Netflix (2022)
- Maccioverse, serie TV, Elisium (stagione 5, 2022)
- GialappaShow, programma comico, TV8 - sketch di Maccio Capatonda (2024)
- Sconfort Zone, serie TV, Prime Video (2025)